# Чилич, Марин
Ма́рин Чи́лич (хорв. Marin Čilić; родился 28 сентября 1988 года в Меджугорье, СФРЮ) — хорватский теннисист; победитель одного турнира Большого шлема в одиночном разряде (Открытый чемпионат США-2014); финалист двух турниров Большого шлема в одиночном разряде (Уимблдон-2017, Открытый чемпионат Австралии-2018); победитель 21 турнира ATP в одиночном разряде; бывшая третья ракетка мира в одиночном разряде; обладатель Кубка Дэвиса (2018) и финалист (2016), (2021) в составе сборной Хорватии; серебряный призёр Олимпийских игр 2020 года в парном разряде.
Победитель одного юниорского турнира Большого шлема в одиночном разряде (Открытый чемпионат Франции-2005); финалист парного турнира Orange Bowl (2005); бывшая первая ракетка мира в юниорском рейтинге

## Общая информация
Марин — один из четырёх сыновей Зденко и Ковильки Чилич. Его старших братьев зовут Винко и Горан, а младшего — Миле.
Чилича привела в теннис его кузина — Таня, когда ему было 7 лет. Любимые покрытия — хард и трава. На этих быстрых покрытиях Чилич обычно делает много эйсов. Максимальная скорость ввода мяча в игру у Марина составляет 227 км/ч.

## Спортивная карьера

### Начало карьеры
Его главным успехом в юниорской карьере была победа на юниорском «Ролан Гарросе» 2005 года. Это привело его на вторую позицию в рейтинге юниоров, а в следующем году он стал первым юниором мира. После завоевания кубка Ролан Гаррос стал первым хорватским теннисистом, выигравшим юниорский турнир Большого шлема в XXI столетии. Дебют на турнирах ATP произошёл в июле 2005 года, благодаря специальному приглашению от организаторов турнира в Умаге. В результате он в первом раунде уступил Кристофу Влигену 5-7, 2-6. В августе он выиграл первый в карьере турнир из серии «фьючерс».
Как молодой и талантливый теннисист прогрессировал довольно быстро. Сенсационной была его победа над 25-м на тот момент теннисистом Игорем Андреевым 6-3, 1-6, 6-3 в феврале 2006 года на турнире «Индорс» в Загребе. В том же месяце выиграл ещё один «фьючерс». В июле 2006 года, находясь на 316-м месте в рейтинге и обыграв Андреаса Сеппи, Душана Вемича, Андрея Павела, вышел в полуфинал турнира ATP в Гштаде.
В январе 2007 года дебютирует в основной сетке на турнире серии Большого шлема Открытого чемпионата Австралии, завоевав это право, пройдя через квалификационный отбор, но в первом же раунде Чилич проиграл. В апреле Марин выиграл первый титул на турнирах серии челленджер. Это произошло на челленджере в Касабланке. В мае он выигрывает ещё один челленджер в Риеке. Также в мае через квалификацию дебютирует на Открытом чемпионате Франции, но уступает в первом раунде. В июне на травяном турнире в Лондоне ему удаётся выйти в четвертьфинал, где он уступает № 5 в мире Энди Роддику. В сентябре такого же результата достиг на турнире в Пекине, где впервые обыграл игрока из первой десятки, № 4 в мире Николая Давыденко 6-3, 6-4. Его же он обыграет ещё раз в октябре в матче второго раунда турнира в Санкт-Петербурге 1-6, 7-5, 6-1. На том турнире Чилич дойдет до полуфинала, и это выступление позволит ему впервые войти в первую сотню в мировом рейтинге.

### 2008—2009

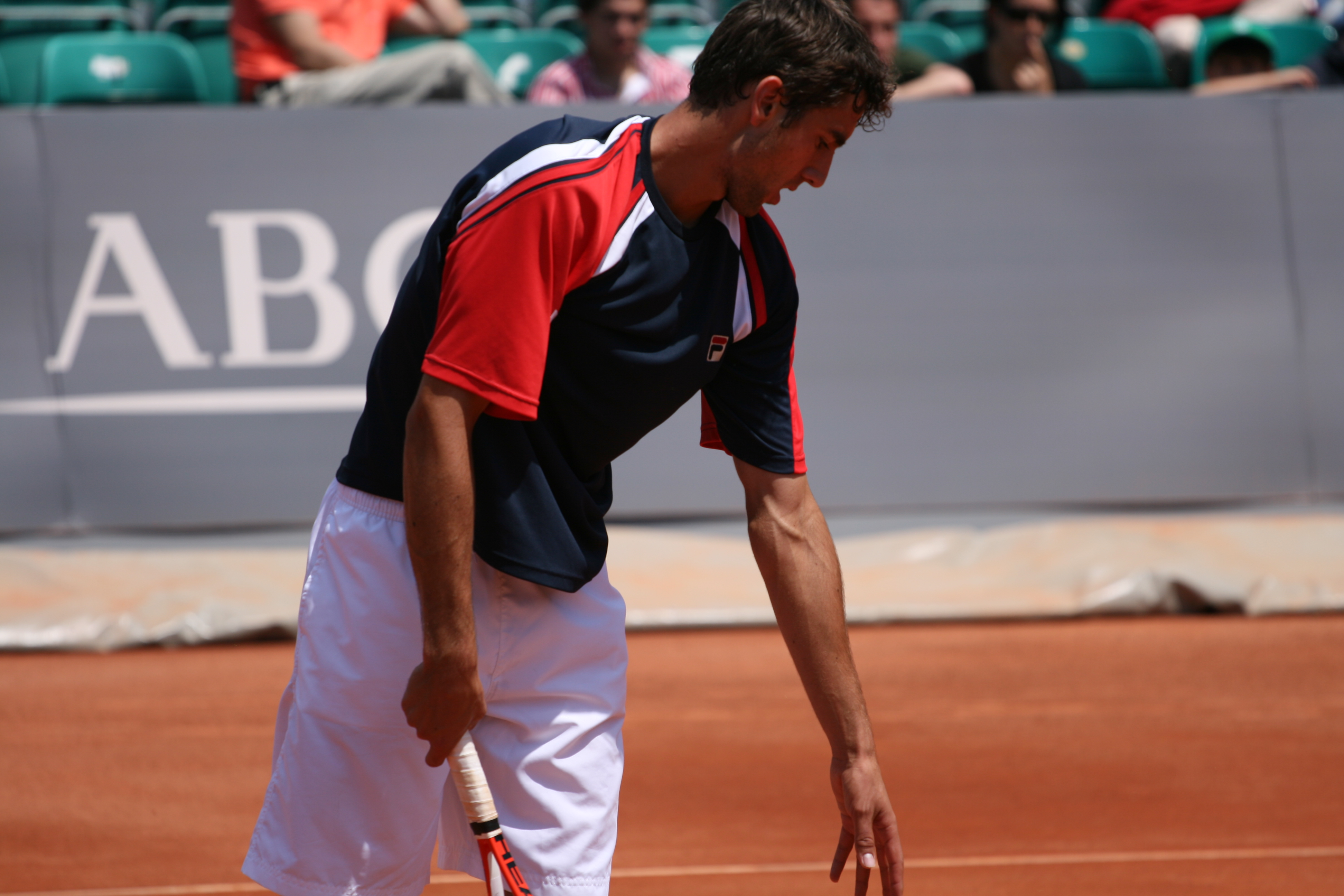
Чилич на турнире в Мадриде в 2009 году

Сезон 2008 года Чилич начинает с полуфинала в Ченнае. На Открытом чемпионате Австралии по теннису он сумел впервые преодолеть первый раунд и дойти сразу до четвёртого. В матче третьего раунда он обыграл № 7 в мире на тот момент Фернандо Гонсалеса 6-2, 6-7(4), 6-3, 6-1. В апреле он дошёл до четвертьфинала в Мюнхене. На Открытом чемпионате Франции он проигрывает во втором раунде. Перед Уимблдонским турниром вышел в полуфинал турнира в Ноттингеме. На самом Уимблдоне он дошёл до четвёртого раунда. В июле вышел в четвертьфинал в Гштаде. Затем также выступает на турнире Мастерс в Торонто.
В августе принимает участие в Олимпийских играх в Пекине. На них он выбывает во втором раунде одиночного турнира. После Олимпиады сыграл на турнире в Нью-Хейвене, где сыграл свой первый в карьере финал ATP и, обыграв Марди Фиша 6-4, 4-6, 6-2, завоевал дебютный титул. На Открытом чемпионате США дошёл до третьего раунда, уступив Новаку Джоковичу. Сезон 2008 года завершает на 22 месте в рейтинге.
2009 год начинает с выигрыша титула на турнире в Ченнае. В финале им был обыгран индийский теннисист Сомдев Девварман 6-4, 7-6(3). На Открытом чемпионате Австралии он, как и год назад, дошёл до четвёртого раунда, переиграв в третьем раунде № 12 Давида Феррера 7-6(5), 6-3, 6-4. В начале февраля на турнире в Загребе Чилич завоевал свой третий титул ATP в карьере. В хорватском финале он победил Марио Анчича 6-3, 6-4. В конце февраля вышел в четвертьфинал турнира в Дубае, а в мае — в Мюнхене. На Открытом чемпионате Франции Чилич выходит в четвёртый раунд, где уступает Энди Маррею 5-7, 6-7(4), 1-6. На Уимблдонском турнире он в упорной борьбе, которая длилась 4 часа 28 минут, в матче третьего раунда уступил Томми Хаасу 5-7, 5-7, 6-1, 7-6(3), 8-10.
Удачно он выступил на Открытом чемпионате США. В матче четвёртого раунда ему удаётся выиграть второго номера в мире на тот момент Энди Маррея 7-5, 6-2, 6-2 и впервые пробиться в четвертьфинал турнира серии Большого шлема. Борьбу за выход в полуфинал он уступил будущему чемпиону Хуана Мартину Дель Потро 6-4, 3-6, 2-6, 1-6. В октябре Чилич смог выйти в финал на турнире в Пекине. При этом он выиграл у двух теннисистов из первой десятки (В 1/4 Николая Давыденко 6-4, 6-4 и в 1/2 Рафаэля Надаля 6-1, 6-3. В финале Марин проиграл Новаку Джоковичу в трёх сетах 2-6, 6-7(4). Ещё один раз в финал в этом сезоне он выйдет в Вене, но уступает его местному теннисисту Юргену Мельцеру 4-6, 3-6. Сезон Марин завершает двумя выходами в четвертьфинал на турнире в Базеле и на Мастерсе в Париже. По итогам года он занимает в рейтинге 14-е место.

### 2010—2011
Сезон 2010 года начинается для Чилича с защиты прошлогоднего титула на турнире в Ченнае. В финале им был обыгран Станислас Вавринка со счётом 7-6(2) 7-6(3). Его же он обыграл и в матче третьего раунда Открытого чемпионата Австралии. Затем в борьбе за выход в четвертьфинал он выиграл у пятой ракетки Хуана Мартина Дель Потро 5-7, 6-4, 7-5, 5-7, 6-3. В четвертьфинале был обыгран 7-й номер рейтинга Энди Роддик 7-6(4), 6-3, 3-6, 2-6, 6-3. Таким образом Чилич впервые в карьере вышел в полуфинал турнира из серии Большого шлема. В борьбе за выход в финал он уступил Энди Маррею (6-3 4-6 4-6 2-6). Благодаря этому успешному выступлению Чилич впервые в рейтинге вошёл в первую десятку. Сразу после Австралии приступает к защите титула на турнире в Загребе. Переиграв в финальном матче Михаэля Беррера (6-4 6-7(5) 6-3), Чилич защитил свой прошлогодний титул.
В конце февраля Марин вышел в четвертьфинал турнира в Дубае. В мае сыграл первый финал грунтового турнира ATP. В Мюнхене в решающем матче он уступает Михаилу Южному 3-6, 6-4, 4-6. На Открытом чемпионате Франции дошёл до четвёртого раунда, где проиграл будущему финалисту Робину Сёдерлингу. На Уимблдонском турнире оступился уже в первом раунде, уступив Флориану Майеру. В начале августа вышел в полуфинал турнира в Вашингтоне. На Открытом чемпионате США в матче второго раунда уступил Кэю Нисикори. В конце сентября вышел в четвертьфинал в Меце, а в конце октября на турнире в Вене. Как и год назад, Чилич по итогам сезона занял 14-е место в рейтинге.
В начале сезона 2011 года не сумел в третий раз подряд победить в Ченнае, уступив уже в первом раунде Кэю Нисикори. На Открытом чемпионате Австралии добрался до четвёртого раунда, где уступает первой ракетке мира Рафаэлю Надалю. Также ему не удалось в третий раз подряд победить в Загребе, где он проиграл в четвертьфинальном матче Флориану Майеру. До четвертьфинала Чилич добрался и на турнире в Роттердаме. На турнире в Марселе он в финальном матче проиграл Робину Сёдерлингу 7-6(8), 3-6, 3-6. В апреле вышел в четвертьфинал в Мюнхене, а в июне — в Лондоне. Неудачно выступил на Открытом чемпионате Франции и Уимблдонском турнире, проиграв уже в первом раунде. В июле вышел в четвертьфинал в Гамбурге, а также в финал на турнире в Умаге. На Открытом чемпионате США дошёл до третьего раунда, где уступает Роджеру Федереру. В октябре на турнире в Пекине добирается до финала, но уже в четвёртый раз для себя на турнирах ATP уступает в решающем матче. На этот раз чеху Томашу Бердыху 6-3, 4-6, 1-6. Сломать эту традицию ему удалось в конце октября на турнире в Санкт-Петербурге, где он завоёвывает титул, обыграв в финале Янко Типсаревича 6-3, 3-6, 6-2.

### 2012—2013
Чилич пропустил начало сезона в том числе и Открытый чемпионат Австралии, сыграв первый раз в сезоне лишь в конце февраля на турнире в Делрей-Бич. Первые результаты приходят к нему в начале мая, когда он выходит в финал турнира в Мюнхене. В нём он уступает немцу Филиппу Кольшрайберу 6-7(8), 3-6. На Открытом чемпионате Франции в матче выбыл на стадии третьего раунда. В июне выигрывает турнире в Лондоне, благодаря дисквалификации в решающем матче его соперника Давида Налбандяна при счёте 6-7(3), 4-3. На Уимблдонском турнире вышел в четвёртый раунд, где уступил будущему финалисту турнира Энди Маррею. Также на этом турнире в матче третьего раунда сыграл марафонский матч с Сэмом Куэрри, который длился 5 часов 31 минуту игрового времени, и завершился со счётом 7-6(6), 6-4, 6-7(2), 6-7(3), 17-15 в пользу Чилича. На тот момент этот матч стал вторым по продолжительности в истории Уимблдонского турнира. В июле Марин выиграл титул на турнире в Умаге, обыграв в финале испанца Марселя Гранольерса 6-4, 6-2. Затем на турнире в Гамбурге он дошёл до полуфинала. На летних Олимпийских играх 2012 года в Лондоне в одиночном турнире, как и четыре года назад в Пекине, уступает на стадии второго раунда. В соревнованиях мужских пар он вместе с Иваном Додигом дошёл до четвертьфинала. До четвертьфинала он добирается и на Мастере в Цинциннати. На Открытом чемпионате США он также смог выйти в четвертьфинал. Ещё два выхода в четвертьфинал до конца сезона он добился на турнирах в Шанхае и Валенсии. Сезон 2012 года он завершает в первой двадцатке (15-я позиция).
Следующий сезон начинается не лучшим образом: и на Открытом чемпионате Австралии и на разогревочном турнире Марин проиграл на ранней стадии не самым сильным соперникам. В феврале его ждала ещё одна неудача: сборная Хорватии, несмотря на две одиночные победы Чилича, не смогла справиться на выезде с итальянцами в стартовой встрече мировой группы Кубка Дэвиса. Осенью, уже без Марина, балканская сборная проиграет ещё раз и впервые за семь лет вылетит в региональную зону турнира. Сезон же Чилича продолжился на зальной связке Загреб / Мемфис, где он завоевал свой первый в сезоне титул, переиграв в финале домашнего турнира Юргена Мельцера. Мартовская серия турниров Мастерс принесла по одному четвертьфиналу в одиночном и парном разряде: в Ки-Бискейне он добрался до этой стадии в одиночном разряде, переиграв Жо-Вильфрида Тсонгу, а также в паре, где вместе с Лукашем Длоуги взял верх над альянсом Марреро / Вердаско. Последующий грунтовый отрезок не принёс значимых успехов, но к траве Чилич вновь вышел на пик формы, добравшись до финала турнира в Лондоне, где переиграв Томаша Бердыха, уступил Энди Маррею. Дальнейших успехов, впрочем, не последовало: Марин сначала досрочно завершил Уимблдон из-за проблем с коленом, а затем некоторое время судился с ВАДА и ITF из-за обнаруженного в его крови никетамида, сократив свою дисквалификацию с первоначальных девяти месяцев до четырёх с половиной. Марин вернулся к играм в конце октября — на зальном турнире в Париже.

### 2014—2016 (титул на Большом шлеме)
Старт сезона 2014 года прошёл без заметных успехов, но к зальному отрезку Чилич набрал игровую форму и на трёх турнирах подряд: в Загребе, Роттердаме и Делрей-Бич доходил до финалов, взяв два титула. Серия завершилась выходом в четвёртый круг в Индиан-Уэлсе, после чего результаты пошли на спад. Переход сначала на грунт, а затем на траву не принёс особого изменения тенденции: на Ролан Гаррос Марин уступил в третьем раунде, но смог прибавить на Уимблдоне, где, переиграв Томаша Бердыха, дошёл до четвертьфинала впервые в карьере. Далее, после короткой паузы, хорват постепенно продолжил улучшать свои результаты: на турнире в Торонто он вместе с Сантьяго Гонсалесом добрался до полуфинала в паре, переиграв братьев Брайанов. Одиночные турниры не принесли значимых успехов, но более плотное сотрудничество с Гораном Иванишевичем, начавшееся после дисквалификации, принесло свой результат. На Открытом чемпионате США в четвертьфинале и полуфинале в трёх сетах Марин обыграл Бердыха и Федерера и впервые в карьере пробился в финал турнира Большого шлема, а затем и завоевал титул, переиграв в финале также в трёх сетах другого дебютанта финалов турниров Большого шлема Кэя Нисикори из Японии. Он стал первым хорватским теннисистом, который взял Большой шлем, со времён выступления своего тренера Горана Иванишевича, который победил на Уимблдоне в 2001 году.
| Стадия  | Соперник (посев)    | Рейтинг | Счёт                   | Время матча |
| 1 раунд | Маркос Багдатис     | 86      | 6-3 3-1 — отказ        | 52 мин      |
| 2 раунд | Илья Марченко (Q)   | 163     | 7-6(2) 6-2 6-4         | 2 ч 47 мин  |
| 3 раунд | Кевин Андерсон (18) | 20      | 6-3 3-6 6-3 6-4        | 3 ч         |
| 4 раунд | Жиль Симон (26)     | 31      | 5-7 7-6(3) 6-4 3-6 6-3 | 4 ч 13 мин  |
| 1/4     | Томаш Бердых (6)    | 7       | 6-2 6-4 7-6(4)         | 2 ч 12 мин  |
| 1/2     | Роджер Федерер (2)  | 3       | 6-3 6-4 6-4            | 1 ч 45 мин  |
| Финал   | Кэй Нисикори (10)   | 11      | 6-3 6-3 6-3            | 1 ч 54 мин  |

В октябре 2014 года Чилич выиграл турнир в Москве, переиграв в финале Роберто Баутисту со счётом 6-4, 6-4. В концовке сезона Чилич впервые в карьере отобрался на Финал Мирового тура ATP. Там он сыграл неудачно, проиграв все три матча в группе. По итогам сезона Марин впервые финишировал в топ-10 мирового рейтинга, заняв 9-ю строчку.
Из-за травмы плеча Чилич пропустил начало сезона 2015 года и вернулся на корт в марте. В апреле на Мастерсе в Монте-Карло он вышел в четвертьфинал. На Открытом чемпионате Франции хорват смог дойти только до четвёртого раунда. В травяной части сезона Чилич отметился выходом в полуфинал в Штутгарте и выходом в четвертьфинал Уимблдонского турнира. В начале августа он вышел в полуфинал турнира в Вашингтоне. На Открытом чемпионате США Чилич сумел доиграть до полуфинала, где разгромно проиграл Новаку Джоковичу. В осенней части сезона лучшими результатами хорвата стали выход в полуфинал в Шэньчжэне и победа на турнире в Москве, где Марин смог защитить свой прошлогодний титул. Как и год назад, в решающем матче он обыграл испанца Роберто Баутисту (6-4, 6-4).
Первого финала в 2016 году Чилич достиг в феврале на зальном турнире в Марселе, но проиграл его австралийскому теннисисту Нику Кирьосу — 2-6, 6-7(3). На первом в сезоне Мастерсе в Индиан-Уэлсе он доиграл до 1/4 финала. В конце мая Марин вышел в финал грунтового турнира в Женеве, где проиграл «хозяину корта» Стэну Вавринке — 4-6, 6-7(11). В июне на траве в Лондоне он вышел в полуфинал, а на Уимблдонском турнире третий год подряд прошёл в четвертьфинал. В напряженном пятисетовом матче Чилич проиграл Роджеру Федереру. В августе на Олимпиаде в Рио-де-Жанейро Чилич доиграл до третьего раунда, уступив французу Гаэлю Монфису. В парном разряде в альянсе с Марином Драганя он проиграл уже на старте. На следующем для себя турнире Чилич выступил успешно. Он смог впервые в карьере выиграть Мастерс. Это произошло в Цинциннати, где в финале Марин обыграл № 2 в мире на тот момент Энди Маррея со счётом 6-4, 7-5. титул стал для хорвата 15-м в карьере в Мировом туре.
В начале октября 2016 года он сыграл в полуфинале турнира в Токио. В конце месяца он выиграл турнир в Базеле. В финале он нанёс поражение Кэю Нисикори — 6-1, 7-6(5). На Мастерсе в Париже Чилич в четвертьфинале впервые обыграл действующую первую ракетку мира. На тот момент им был Новак Джокович — 6-4, 7-6(2). В полуфинале Марин проиграл Джону Изнеру. На Итоговом турнире Чилич выиграл у Нисикори и проиграл Маррею и Вавринке, не сумев выйти из группы. По итогам сезона он занял 6-е место в рейтинге ATP. На протяжении сезона Марин регулярно выступал за сборную Хорватии в Кубке Дэвича и смог со своей командой дойти до финала. В решающем матче хорваты сыграли с Аргентиной у себя на родине в Загребе. Чилич сыграл три матча. Он смог победить Федерико Дельбониса и парный матч в альянсе с Иваном Додигом. Но важный матч против лидера аргентинцев Хуана Мартина Дель Потро он проиграл, ведя в матче 2-0 по сетам. В итоге хорваты уступили с общим счётом 2-3.

### 2017—2019 (финал на Уимблдоне и в Австралии)
В начале марта 2017 года на турнире в Акапулько Чилич впервые вышел в полуфинал в сезоне. В апреле на Мастерсе в Монте-Карло он вышел в четвертьфинал. В начале мая Марин смог выиграть турнир в Стамбуле. В финале он переиграл № 6 в мире Милоша Раонича со счётом 7-6(3), 6-3. На Мастерсе в Риме Чилич вышел в четвертьфинал. Также до четвертьфинала он смог дойти и на Ролан Гаррос. Успешно Марин провёл травяную часть сезона. На турнире в Хертогенбосе он вышел в полуфинал. Затем он вышел в финал турнира в Лондоне, где он проиграл испанцу Фелисиано Лопесу — 6-4, 6-7(2), 6-7(8). Также до финала Чиличу удалось выйти и на главном турнире на траве — Уимблдоне. В решающем матче он сыграл против Роджера Федерера и проиграл ему в трёх сетах.
| Стадия  | Соперник (посев)           | Рейтинг | Счёт                   | Время матча |
| 1 раунд | Филипп Кольшрайбер         | 60      | 6-4 6-2 6-3            | 1 ч 57 мин  |
| 2 раунд | Флориан Майер              | 114     | 7-6(2) 6-4 7-5         | 2 ч 12 мин  |
| 3 раунд | Стив Джонсон (26)          | 31      | 6-4 7-6(3) 6-4         | 2 ч 12 мин  |
| 4 раунд | Роберто Баутиста Агут (18) | 19      | 6-2 6-2 6-2            | 1 ч 41 мин  |
| 1/4     | Жиль Мюллер (16)           | 26      | 3-6 7-6(6) 7-5 5-7 6-1 | 3 ч 30 мин  |
| 1/2     | Сэм Куэрри (24)            | 28      | 6-7(6) 6-4 7-6(3) 7-5  | 2 ч 56 мин  |
| Финал   | Роджер Федерер (3)         | 5       | 3-6 1-6 4-6            | 1 ч 41 мин  |

Из-за травмы Чилич пропустил подготовительную часть к Открытому чемпионата США 2017 года. В США он смог пройти только в третьем раунде. В осенней части сезона Марин трижды доходил в полуфинал: в Токио, на Мастерсе в Шанхае и Базеле. На мастерсе в Париже его результатом стал выход в 1/4 финала. На Итоговом турнире Чилич проиграл все три матча в группе. Сезон он завершил на 6-м месте.
2018 год Чилич начал с выхода в полуфинал на турнире в Пуне, где он проиграл будущему победителю турнира Жилю Симону из Франции. На Открытом чемпионате Австралии Чилич выступил удачно. В четвертьфинале он обыграл первую ракетку мира Рафаэля Надаля. В пятом сете испанец вынужден был отказаться от продолжения матча. 28 января в упорном поединке Марин проиграл финал Роджеру Федереру. Это был третий финал на турнирах Большого шлема для хорвата и лучшее в карьере выступление на кортах Мельбурна. Благодаря это результату, он после турнира впервые в карьере поднялся на третью позицию в мировом рейтинге.
| Стадия  | Соперник (посев)          | Рейтинг | Счёт                           | Время матча |
| 1 раунд | Вашек Поспишил (Q)        | 105     | 6-2 6-2 4-6 7-6(5)             | 3 ч 17 мин  |
| 2 раунд | Жуан Соуза                | 70      | 6-1 7-5 6-2                    | 1 ч 45 мин  |
| 3 раунд | Райан Харрисон            | 45      | 7-6(4) 6-3 7-6(4)              | 2 ч 29 мин  |
| 4 раунд | Пабло Карреньо Буста (10) | 11      | 6-7(2) 6-3 7-6(0) 7-6(3)       | 3 ч 27 мин  |
| 1/4     | Рафаэль Надаль (1)        | 1       | 3-6 6-3 6-7(5) 6-2 2-0 — отказ | 3 ч 47 мин  |
| 1/2     | Кайл Эдмунд               | 49      | 6-2 7-6(4) 6-2                 | 2 ч 18 мин  |
| Финал   | Роджер Федерер (2)        | 2       | 2-6 7-6(5) 3-6 6-3 1-6         | 3 ч 3 мин   |

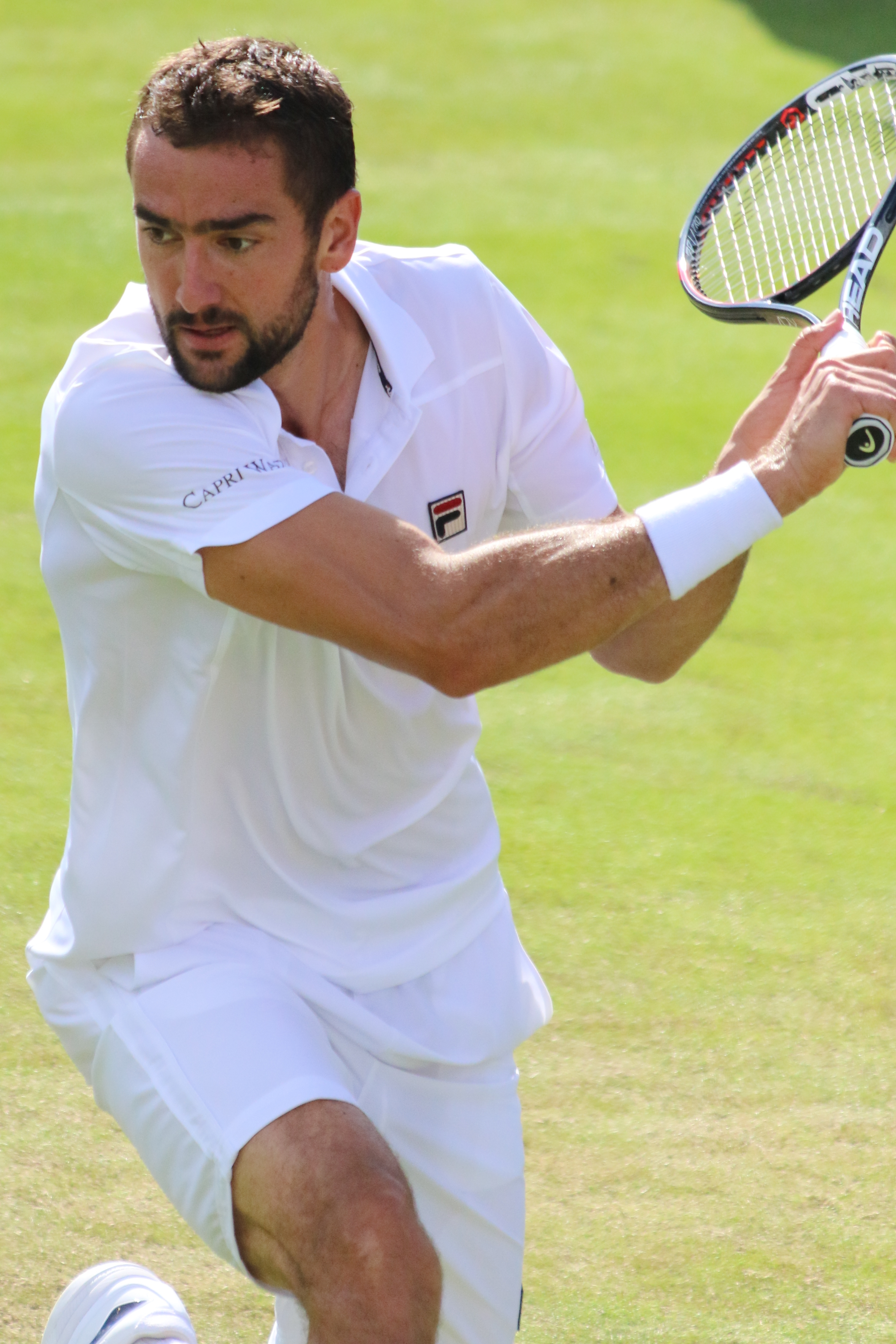
Чилич на Уимблдонском турнире 2017 года

На Мастерсе в Монте-Карло в апреле 2018 года Чилич вышел в четвертьфинал. В мае на Мастерсе в Риме смог добраться до полуфинала, где проиграл Александру Звереву из Германии в двух сетах. На кортах Ролан Гаррос хорватский теннисист доиграл до четвертьфинала где проиграл Хуану Мартину Дель Потро. В июне Чилич выиграл турнир в Лондоне. В решающем матче он сразился с Новаком Джоковичем и победил со счётом 5-7, 7-6(4), 6-3. На Уимблдонском турнире во втором круге легко взял первые два сета у аргентинца Гидо Пелья, однако затем потерял концентрацию и в итоге проиграл в пяти сетах (6:3, 6:1, 4:6, 6:7, 5:7).
На Мастерсе в Торонто 2018 года Чилич вышел в 1/4 финала, а на Мастерсе в Цинциннати в 1/2 финала. На Открытом чемпионате США он дошёл до четвертьфинала, где его обыграл японец Кэй Нисикори. лучшим результатом на турнирах в осенней части сезона для Чилича стал четвертьфинал Мастерса в Париже. Он в четвёртый раз в карьере отобрался на Финал Мирового тура, где как и в предыдущие попытки не смог преодолеть групповой раунд. По итогам сезона Марин занял 7-ю строчку в рейтинге. 2018 год принёс Чиличу важную победу в командных соревнованиях. Он был лидером своей сборной в Кубке Дэвиса и довёл её до финала. В решающей игре хорваты сразились с командой Франции. Чилич выиграл оба своих матч а у Жо-Вильфрида Тсонга и Люки Пуя и помог обыграть Францию со счётом 3-1. Сборная Хорватии во второй раз в истории взяла Кубка Дэвиса.
Открытый чемпионат Австралии 2019 года Чилич завершил в четвёртом круге, уступив дорогу в четвертьфинал Роберто Баутисте Агуту.
В мае 2019 года Марин дошёл до четвертьфинала Мастерса в Мадриде, снявшись с турнира перед матчем с Джоковичем по состоянию здоровья.
В октябре 2019 года дошёл до полуфинала Кубка Кремля, но проиграл будущему победителю, Андрею Рублёву.
Сезон 2020 года начался на ATP Cup в составе сборной Хорватии. Марин Чилич одержал победы в одиночном разряде над Деннисом Новаком из Австрии и Каспером Жуком из Польши, и проиграл Гидо Пелье из Аргентины. Сборная Хорватии заняла 2 место на групповом этапе, одержав победы над Австрией 3:0 и Польшей 2:1 и проиграв Аргентине 0:3. Этого не хватило, чтобы быть в двойке лучших команд со вторых мест, и Хорватия покинула турнир.
На Открытом Чемпионате Австралии дошёл до 1/8 финала.
В марте в составе сборной Хорватии выиграл квалификационный матч против сборной Индии, одержав две победы в одиночном разряде.
Сезон в целом получился крайне неудачным для Марина. Он ни разу не вышел в четвертьфинал турнира ATP за весь сезон. 1/8 финала Открытого Чемпионата Австралии так и осталась наибольшим достижением. В парном разряде он также не достиг успехов, дойдя до полуфинала только в последнем турнире сезона в Софии.

## Рейтинг на конец года
| Год  | Одиночный рейтинг | Парный рейтинг |
| 2024 | 179               | 560            |
| 2023 | 672               | —              |
| 2022 | 17                | —              |
| 2021 | 30                | 423            |
| 2020 | 42                | 281            |
| 2019 | 39                | 444            |
| 2018 | 7                 | —              |
| 2017 | 6                 | 184            |
| 2016 | 6                 | 124            |
| 2015 | 13                | 250            |
| 2014 | 9                 | 103            |
| 2013 | 37                | 172            |
| 2012 | 15                | 59             |
| 2011 | 21                | 67             |
| 2010 | 14                | 300            |
| 2009 | 14                | 239            |
| 2008 | 23                | 299            |
| 2007 | 71                | 455            |
| 2006 | 170               | 815            |
| 2005 | 587               | 848            |
| 2004 | 1 463             | 1 241          |

По данным официального сайта ATP на последнюю неделю года.

## Выступления на турнирах

### Финалы турниров Большого шлема в одиночном разряде (3)

#### Победы (1)
| №  | Год  | Турнир                 | Покрытие | Соперник в финале | Счёт        |
| 1. | 2014 | Открытый чемпионат США | Хард     | Кэй Нисикори      | 6-3 6-3 6-3 |

#### Поражения (2)
| №  | Год  | Турнир                       | Покрытие | Соперник       | Счёт                   |
| 1. | 2017 | Уимблдон                     | Трава    | Роджер Федерер | 3-6 1-6 4-6            |
| 2. | 2018 | Открытый чемпионат Австралии | Хард     | Роджер Федерер | 2-6 7-6(5) 3-6 6-3 1-6 |

### Финалы турнировATPв одиночном разряде (37)

#### Победы (21)
| Легенда                     |
| --------------------------- |
| Турниры Большого шлема (1)* |
| Итоговый турнир ATP (0)     |
| Олимпиада (0)               |
| Мастерс (1)                 |
| АТР 500 (2)                 |
| АТР 250 (17)                |

| Титулы по покрытиям | Титулы по месту проведения матчей турнира |
| ------------------- | ----------------------------------------- |
| Хард (16)*          | Зал (9)                                   |
| Грунт (2)           | Зал (9)                                   |
| Трава (3)           | Открытый воздух (12)                      |
| Ковёр (0)           | Открытый воздух (12)                      |

* количество побед в одиночном разряде.
| №   | Год              | Турнир                      | Покрытие   | Соперник в финале     | Счёт                         |
| 1.  | 23 августа 2008  | Нью-Хэйвен, США             | Хард       | Марди Фиш             | 6-4 4-6 6-2                  |
| 2.  | 11 января 2009   | Ченнаи, Индия               | Хард       | Сомдев Девварман      | 6-4 7-6(3)                   |
| 3.  | 8 февраля 2009   | Загреб, Хорватия            | Хард (зал) | Марио Анчич           | 6-3 6-4                      |
| 4.  | 10 января 2010   | Ченнаи, Индия (2)           | Хард       | Станислас Вавринка    | 7-6(2) 7-6(3)                |
| 5.  | 7 февраля 2010   | Загреб, Хорватия (2)        | Хард (зал) | Михаэль Беррер        | 6-4 6-7(5) 6-3               |
| 6.  | 30 октября 2011  | Санкт-Петербург, Россия     | Хард (зал) | Янко Типсаревич       | 6-3 3-6 6-2                  |
| 7.  | 17 июня 2012     | Лондон, Великобритания      | Трава      | Давид Налбандян       | 6-7(3) 4-3 — дисквалификация |
| 8.  | 15 июля 2012     | Умаг, Хорватия              | Грунт      | Марсель Гранольерс    | 6-4 6-2                      |
| 9.  | 10 февраля 2013  | Загреб, Хорватия (3)        | Хард (зал) | Юрген Мельцер         | 6-3 6-1                      |
| 10. | 9 февраля 2014   | Загреб, Хорватия (4)        | Хард (зал) | Томми Хаас            | 6-3 6-4                      |
| 11. | 23 февраля 2014  | Делрей-Бич, США             | Хард       | Кевин Андерсон        | 7-6(6) 6-7(7) 6-4            |
| 12. | 8 сентября 2014  | Открытый чемпионат США      | Хард       | Кэй Нисикори          | 6-3 6-3 6-3                  |
| 13. | 19 октября 2014  | Москва, Россия              | Хард (зал) | Роберто Баутиста Агут | 6-4 6-4                      |
| 14. | 25 октября 2015  | Москва, Россия (2)          | Хард (зал) | Роберто Баутиста Агут | 6-4 6-4                      |
| 15. | 21 августа 2016  | Цинциннати, США             | Хард       | Энди Маррей           | 6-4 7-5                      |
| 16. | 30 октября 2016  | Базель, Швейцария           | Хард (зал) | Кэй Нисикори          | 6-1 7-6(5)                   |
| 17. | 7 мая 2017       | Стамбул, Турция             | Грунт      | Милош Раонич          | 7-6(3) 6-3                   |
| 18. | 24 июня 2018     | Лондон, Великобритания (2)  | Трава      | Новак Джокович        | 5-7 7-6(4) 6-3               |
| 19. | 13 июня 2021     | Штутгарт, Германия          | Трава      | Феликс Оже-Альяссим   | 7-6(2) 6-3                   |
| 20. | 31 октября 2021  | Санкт-Петербург, Россия (2) | Хард (зал) | Тейлор Фриц           | 7-6(3) 4-6 6-4               |
| 21. | 24 сентября 2024 | Ханчжоу, Китай              | Хард       | Чжан Чжичжэнь         | 7-6(5) 7-6(5)                |

#### Поражения (16)
| №   | Год             | Турнир                       | Покрытие   | Соперник в финале    | Счёт                   |
| 1.  | 11 октября 2009 | Пекин, Китай                 | Хард       | Новак Джокович       | 2-6 6-7(4)             |
| 2.  | 1 ноября 2009   | Вена, Австрия                | Хард (зал) | Юрген Мельцер        | 4-6 3-6                |
| 3.  | 9 мая 2010      | Мюнхен, Германия             | Грунт      | Михаил Южный         | 3-6 6-4 4-6            |
| 4.  | 20 февраля 2011 | Марсель, Франция             | Хард (зал) | Робин Сёдерлинг      | 7-6(8) 3-6 3-6         |
| 5.  | 31 июля 2011    | Умаг, Хорватия               | Грунт      | Александр Долгополов | 4-6 6-3 3-6            |
| 6.  | 9 октября 2011  | Пекин, Китай (2)             | Хард       | Томаш Бердых         | 6-3 4-6 1-6            |
| 7.  | 6 мая 2012      | Мюнхен, Германия (2)         | Грунт      | Филипп Кольшрайбер   | 6-7(8) 3-6             |
| 8.  | 16 июня 2013    | Лондон, Великобритания       | Трава      | Энди Маррей          | 7-5 5-7 3-6            |
| 9.  | 16 февраля 2014 | Роттердам, Нидерланды        | Хард (зал) | Томаш Бердых         | 4-6 2-6                |
| 10. | 21 февраля 2016 | Марсель, Франция (2)         | Хард (зал) | Ник Кирьос           | 2-6 6-7(3)             |
| 11. | 21 мая 2016     | Женева, Швейцария            | Грунт      | Стэн Вавринка        | 4-6 6-7(11)            |
| 12. | 25 июня 2017    | Лондон, Великобритания (2)   | Трава      | Фелисиано Лопес      | 6-4 6-7(2) 6-7(8)      |
| 13. | 18 июля 2017    | Уимблдон                     | Трава      | Роджер Федерер       | 3-6 1-6 4-6            |
| 14. | 28 января 2018  | Открытый чемпионат Австралии | Хард       | Роджер Федерер       | 2-6 7-6(5) 3-6 6-3 1-6 |
| 15. | 24 октября 2021 | Москва, Россия               | Хард (зал) | Аслан Карацев        | 2-6 4-6                |
| 16. | 2 октября 2022  | Тель-Авив, Израиль           | Хард (зал) | Новак Джокович       | 3-6 4-6                |

### Финалы челленджеров и фьючерсов в одиночном разряде (5)

#### Победы (4)
| Условные обозначения |
| Челленджеры (2)*     |
| Фьючерсы (2+1)       |

| Титулы по покрытиям | Титулы по месту проведения матчей турнира |
| ------------------- | ----------------------------------------- |
| Хард (3)*           | Зал (1)                                   |
| Грунт (1+1)         | Зал (1)                                   |
| Трава (0)           | Открытый воздух (3+1)                     |
| Ковёр (0)           | Открытый воздух (3+1)                     |

* количество побед в одиночном разряде + количество побед в парном разряде.
| №  | Дата            | Турнир              | Покрытие   | Соперник в финале | Счёт        |
| 1. | 14 августа 2005 | Винковцы, Хорватия  | Грунт      | Лукаш Лацко       | 6-3 6-1     |
| 2. | 19 февраля 2006 | Загреб, Хорватия    | Хард (зал) | Дитер Киндлманн   | 6-4 6-2     |
| 3. | 14 апреля 2007  | Касабланка, Марокко | Грунт      | Симоне Болелли    | 4-6 6-3 6-4 |
| 4. | 13 мая 2007     | Риека, Хорватия     | Грунт      | Лукаш Лацко       | 7-5 6-2     |

#### Поражения (1)
| №  | Дата            | Турнир           | Покрытие   | Соперник в финале | Счёт              |
| 1. | 26 февраля 2006 | Загреб, Хорватия | Хард (зал) | Миша Зверев       | 6-7(5) 6-3 6-7(7) |

### Финалы Олимпийских турниров в парном разряде (1)

#### Поражения (1)
| №  | Дата | Турнир        | Покрытие | Партнёр    | Соперники в финале       | Счёт           |
| 1. | 2021 | Токио, Япония | Хард     | Иван Додиг | Никола Мектич Мате Павич | 4-6 6-3 [6-10] |

### Финалы турнировATPв парном разряде (2)

#### Поражения (2)
| №  | Дата         | Турнир         | Покрытие | Партнёр     | Соперники в финале           | Счёт           |
| 1. | 31 июля 2011 | Умаг, Хорватия | Грунт    | Ловро Зовко | Симоне Болелли Фабио Фоньини | 3-6 7-5 [7-10] |
| 2. | 30 июля 2021 | Олимпиада      | Хард     | Иван Додиг  | Никола Мектич Мате Павич     | 4-6 6-3 [6-10] |

### Финалы челленджеров и фьючерсов в парном разряде (3)

#### Победы (1)
| №  | Дата            | Турнир             | Покрытие | Партнёр    | Соперники в финале          | Счёт        |
| 1. | 14 августа 2005 | Винковцы, Хорватия | Грунт    | Иван Додиг | Даниэль Лустиг Карел Тришка | 3-6 6-4 6-3 |

#### Поражения (2)
| №  | Дата            | Турнир           | Покрытие   | Партнёр              | Соперники в финале         | Счёт       |
| 1. | 29 августа 2004 | Загреб, Хорватия | Грунт      | Анте Накич-Алфиревич | Марко Вукелич Лука Кукулич | 3-6 3-6    |
| 2. | 26 февраля 2005 | Загреб, Хорватия | Хард (зал) | Анте Накич-Алфиревич | Бостян Осабник Рок Ярц     | 6-7(3) 2-6 |

### Финалы командных турниров (3)

#### Победы (1)
| №  | Год  | Турнир       | Команда                                     | Соперник в финале                                      | Счёт |
| 1. | 2018 | Кубок Дэвиса | Хорватия И.Додиг, М.Павич, М.Чилич, Б.Чорич | Франция Н.Маю, Л.Пуй, Ж.-В.Тсонга, Ж.Шарди, П.-Ю.Эрбер | 3-1  |

#### Поражения (2)
| №  | Год  | Турнир           | Команда                                                    | Соперник в финале                                            | Счёт |
| 1. | 2016 | Кубок Дэвиса     | Хорватия И.Додиг,И.Карлович,М.Чилич                        | Аргентина Ф.Дельбонис,Х.М.дель Потро,Л.Майер                 | 2-3  |
| 1. | 2021 | Кубок Дэвиса (2) | Хорватия Б.Гойо, Н. Мектич, М.Павич, Н.Сердарушич, М.Чилич | Россия Е.Донской, А.Карацев, Д.Медведев, А.Рублёв, К.Хачанов | 0-2  |

## История выступлений на турнирах
По состоянию на 30 октября 2024 года
Для того, чтобы предотвратить неразбериху и удваивание счета, информация в этой таблице корректируется только по окончании турнира или по окончании участия там данного игрока.
| Турнир                       | 2005          | 2006          | 2007          | 2008          | 2009          | 2010          | 2011          | 2012  | 2013          | 2014          | 2015          | 2016   | 2017          | 2018          | 2019          | 2020          | 2021          | 2022          | 2023  | 2024  | Итог   | В/П за карьеру |
| ---------------------------- | ------------- | ------------- | ------------- | ------------- | ------------- | ------------- | ------------- | ----- | ------------- | ------------- | ------------- | ------ | ------------- | ------------- | ------------- | ------------- | ------------- | ------------- | ----- | ----- | ------ | -------------- |
| Турниры Большого шлема       |               |               |               |               |               |               |               |       |               |               |               |        |               |               |               |               |               |               |       |       |        |                |
| Открытый чемпионат Австралии | -             | -             | 1Р            | 4Р            | 4Р            | 1/2           | 4Р            | -     | 3Р            | 2Р            | -             | 3Р     | 2Р            | Ф             | 4Р            | 4Р            | 1Р            | 4Р            | -     | 1Р    | 0 / 15 | 35-15          |
| Открытый чемпионат Франции   | -             | K2            | 1Р            | 2Р            | 4Р            | 4Р            | 1Р            | 3Р    | 3Р            | 3Р            | 4Р            | 1Р     | 1/4           | 1/4           | 2Р            | 1Р            | 2Р            | 1/2           | -     | -     | 0 / 16 | 31-16          |
| Уимблдонский турнир          | -             | -             | 1Р            | 4Р            | 3Р            | 1Р            | 1Р            | 4Р    | 2Р            | 1/4           | 1/4           | 1/4    | Ф             | 2Р            | 2Р            | НП            | 3Р            | -             | -     | -     | 0 / 14 | 31-13          |
| Открытый чемпионат США       | -             | K1            | K1            | 3Р            | 1/4           | 2Р            | 3Р            | 1/4   | -             | П             | 1/2           | 3Р     | 3Р            | 1/4           | 4Р            | 3Р            | 1Р            | 4Р            | -     | -     | 1 / 14 | 41-13          |
| Итог                         | 0 / 0         | 0 / 0         | 0 / 3         | 0 / 4         | 0 / 4         | 0 / 4         | 0 / 4         | 0 / 3 | 0 / 3         | 1 / 4         | 0 / 3         | 0 / 4  | 0 / 4         | 0 / 4         | 0 / 4         | 0 / 3         | 0 / 4         | 0 / 3         | 0 / 0 | 0 / 1 | 1 / 59 |                |
| В/П в сезоне                 | 0-0           | 0-0           | 0-3           | 9-4           | 12-4          | 9-4           | 5-4           | 9-3   | 5-2           | 14-3          | 12-3          | 8-4    | 13-4          | 15-4          | 8-4           | 5-3           | 3-4           | 11-3          | 0-0   | 0-1   |        | 138-57         |
| Итоговые турниры             |               |               |               |               |               |               |               |       |               |               |               |        |               |               |               |               |               |               |       |       |        |                |
| Итоговый турнир ATP          | -             | -             | -             | -             | -             | -             | -             | -     | -             | Группа        | -             | Группа | Группа        | Группа        | -             | -             | -             | -             | -     | -     | 0 / 4  | 2-10           |
| Олимпийские игры             |               |               |               |               |               |               |               |       |               |               |               |        |               |               |               |               |               |               |       |       |        |                |
| Летняя Олимпиада             | НП            | НП            | НП            | 2Р            | Не проводился | Не проводился | Не проводился | 2Р    | Не проводился | Не проводился | Не проводился | 3Р     | Не проводился | Не проводился | Не проводился | Не проводился | 2Р            | НП            | НП    | -     | 0 / 4  | 5-4            |
| Турниры серии Мастерс        |               |               |               |               |               |               |               |       |               |               |               |        |               |               |               |               |               |               |       |       |        |                |
| Индиан-Уэлс                  | -             | -             | -             | 2Р            | 3Р            | 2Р            | 3Р            | 2Р    | 3Р            | 4Р            | 2Р            | 1/4    | 2Р            | 3Р            | 3Р            | НП            | -             | 2Р            | -     | -     | 0 / 13 | 11-13          |
| Майами                       | -             | -             | -             | 2Р            | 3Р            | 4Р            | 2Р            | 3Р    | 1/4           | 2Р            | -             | 3Р     | 2Р            | 4Р            | 2Р            | НП            | 4Р            | 3Р            | -     | -     | 0 / 13 | 15-13          |
| Монте-Карло                  | -             | K1            | -             | 1Р            | 2Р            | 3Р            | 3Р            | 2Р    | 3Р            | 2Р            | 1/4           | -      | 1/4           | 1/4           | 2Р            | НП            | 1Р            | 2Р            | -     | -     | 0 / 13 | 14-13          |
| Мадрид                       | -             | -             | -             | 3Р            | 2Р            | 3Р            | 2Р            | 3Р    | 1Р            | 3Р            | 2Р            | -      | 2Р            | -             | 1/4           | НП            | -             | 2Р            | -     | -     | 0 / 11 | 14-10          |
| Рим                          | -             | -             | -             | 1Р            | 3Р            | 2Р            | 1/4           | 1Р    | 2Р            | 2Р            | 1Р            | -      | 1/4           | 1/2           | 2Р            | 3Р            | 2Р            | 3Р            | -     | -     | 0 / 14 | 18-14          |
| Монреаль/Торонто             | -             | -             | -             | 1/4           | 1Р            | 1Р            | 3Р            | 3Р    | -             | 3Р            | 2Р            | 2Р     | -             | 1/4           | 3Р            | НП            | 2Р            | 3Р            | -     | -     | 0 / 12 | 15-12          |
| Цинциннати                   | -             | -             | K1            | 1Р            | 2Р            | 1Р            | 1Р            | 1/4   | -             | 3Р            | 3Р            | П      | -             | 1/2           | 1Р            | 1Р            | 2Р            | 3Р            | -     | -     | 1 / 13 | 19-12          |
| Шанхай                       | Не проводился | Не проводился | Не проводился | Не проводился | 1Р            | 1Р            | 1Р            | 1/4   | -             | 1Р            | 3Р            | 2Р     | 1/2           | 2Р            | 1Р            | Не проводился | Не проводился | Не проводился | -     | 1Р    | 0 / 11 | 8-11           |
| Париж                        | -             | -             | -             | 3Р            | 1/4           | 3Р            | 1Р            | 2Р    | 2Р            | -             | 2Р            | 1/2    | 1/4           | 1/4           | 2Р            | 3Р            | 2Р            | 1Р            | -     | 1Р    | 0 / 15 | 16-15          |
| Статистика за карьеру        |               |               |               |               |               |               |               |       |               |               |               |        |               |               |               |               |               |               |       |       |        |                |
| Проведено финалов            | 0             | 0             | 0             | 1             | 4             | 3             | 4             | 3     | 2             | 5             | 1             | 4      | 3             | 2             | 0             | 0             | 3             | 1             | 0     | 1     |        | 37             |
| Выиграно турниров АТП        | 0             | 0             | 0             | 1             | 2             | 2             | 1             | 2     | 1             | 4             | 1             | 2      | 1             | 1             | 0             | 0             | 2             | 0             | 0     | 1     |        | 21             |
| В/П: всего                   | 0-1           | 5-11          | 14-13         | 37-25         | 48-21         | 40-22         | 44-22         | 39-19 | 26-12         | 54-21         | 35-19         | 49-24  | 44-22         | 44-20         | 22-19         | 14-12         | 33-23         | 32-21         | 1-1   | 5-8   |        | 587-336        |
| Σ % побед                    | 0 %           | 31 %          | 52 %          | 60 %          | 70 %          | 65 %          | 67 %          | 67 %  | 68 %          | 72 %          | 65 %          | 67 %   | 67 %          | 69 %          | 54 %          | 54 %          | 59 %          | 60 %          | 50 %  | 38 %  |        | 63,6 %         |

К — проигрыш в квалификационном турнире.